# Edward Barnard (zoologiste)
Pour les articles homonymes, voir Edward Barnard et Barnard.
Edward Barnard est un zoologiste et un botaniste britannique, né en 1786 et mort en 1861.
Il est fonctionnaire au service des colonies britanniques. Il est membre de la Royal Society, de la Linnean Society of London, de la Royal Horticultural Society et de la Zoological Society of London.

## Source
- Bo Beolens et Michael Watkins (2003). Whose Bird ? Common Bird Names and the People They Commemorate. Yale University Press (New Haven et Londres).